# La Bataille de l'eau lourde
Pour plus de détails, voir Fiche technique et Distribution.
La Bataille de l'eau lourde est un film franco-norvégien réalisé par Jean Dréville et Titus Vibe-Müller (en), sorti en 1948.

## Synopsis
L'histoire relate une mission de sabotage pendant la Seconde Guerre mondiale, en 1944, contre l'usine qui, en Norvège occupée, distillait de l'eau lourde pour l'Allemagne nazie.
La première partie porte sur les recherches de physique nucléaire de l'équipe de Frédéric Joliot-Curie (qui joue son propre rôle dans le film), au Collège de France et sur la récupération, dans les mois qui précèdent la déclaration de la 2e Guerre mondiale, des stocks d'eau lourde (oxyde de deutérium, un modérateur de neutrons indispensable pour réaliser une pile atomique) de l'usine norvégienne (Norsk Hydro) de Vemork, par un officier des services secrets français missionné par le Ministre de l'industrie Raoul Dautry (tous deux jouent leur propre rôle dans le film). 
Malgré l'opposition des services secrets allemands et l'arraisonnement illégal, par la Luftwaffe, d'un avion de ligne, l'officier français parvient à s'enfuir en Écosse, puis en France avec l'eau lourde.
La suite du film, après la défaite française de juin 1940 et l'évacuation à Londres de l'eau lourde et de l'équipe Joliot-Curie, traite des actions de résistants norvégiens, sous commandement du SOE britannique et du physicien et résistant norvégien Leif Tronstad, pour saboter la production de l'eau lourde à Vemork.
Se déplaçant à skis dans les montagnes du Télémark dans des conditions difficiles (traque des radiogoniométries de la Gestapo et des Alpenjäger allemands), les Norvégiens  font exploser l'installation d'électrolyse qui produit au compte-gouttes l'eau lourde (Operation Swallow) puis, alors que les Allemands tentent d'évacuer le stock d'eau lourde et le matériel sensible, coulent le 20 février 1944, avec une bombe à retardement, le bac ferroviaire SF Hydro avec les stocks d'eau lourde  dans le lac de Tinn, au prix de "dégâts collatéraux" parmi l'équipage, les passagers et les gardes allemands des wagons (opération Gunnerside).
Mêlant images d'archives et reconstruction des faits par les protagonistes eux-mêmes ce film en noir et blanc transcrit les événements réels, quasiment comme un documentaire et sans effets spectaculaires ni pathos héroïque, contrairement à son "remake" hollywoodien en couleurs de 1965  Heroes of Telemark, tourné par Anthony Mann.

## Fiche technique
- Titre : La Bataille de l'eau lourde
- Réalisation : Jean Dréville avec la collaboration de Titus Vibe-Müller (en)
- Assistant-réalisateur : Yves Ciampi
- Coopération technique : Jean Epstein
- Scénario : Jean Dréville, Jean Marin
- Commentaire : Jean Marin, Pierre Laroche et Arild Feldborg
- Photographie : Hilding Bladle et Marcel Weiss
- Monteur : Jean Feyte
- Musique : Günnar Sønstevold
- Société de production : Le Trident (Paris) et Hero Films (Oslo)
- Pays d'origine :  France /  Norvège
- Langues d'origine : français et norvégien
- Format : noir et blanc - 1,37:1 - 35 mm - Son mono
- Genre : Guerre
- Durée : 96 minutes
- Date de sortie :
  - France : 13 février 1948
- Affiche : Gilbert Allard (France)

## Distribution
| - Frédéric Joliot-Curie - Lew Kowarski - Raoul Dautry - Jacques Allier, "Monsieur A." - Jens Anton Poulsson - Johannes Eckhoff - Arne Kjelstrup - Claus Helberg - Henki Kolstad - Claus Wiese - Knut Haukelid - Fredrik Kayser - Hans Storhaug - Odd Rohde - Torstein Skinnarland | - Rolf Sørlie - Knut Lier-Hansen - Folkman Schaanning - H.H. Halban - Stevelin Urdahl - Harald Schwenzen - Alf Nøkle - Einar Vaage - Finn Bernhoft - Ola Hansen - Tarald Haugen - David Knudsen - Thorleif Reiss |

## Autour du film
- Le film alterne images d'archives et scènes reconstituées.
- On retrouve dans le film les héros mêmes des événements relatés, « sauf deux comédiens professionnels en remplacement d'un membre du commando qui était décédé et d'un autre qui refusait de participer au tournage »[1]. On retrouve par exemple dans leur propre rôle les physiciens Frédéric Joliot, Hans von Halban et Lew Kowarski, le ministre français de l'armement Raoul Dautry et même l'agent secret français Jacques Allier qui escamota l'eau lourde sous le nez des Allemands (crédité au générique comme "Monsieur A"). Le savant norvégien Leif Tronstad, participant actif aux diverses actions de sabotage, n'eut pas la chance de figurer dans le film : trahi et capturé par des collaborateurs norvégiens, puis abattu lors d'une tentative d'évasion, il est incarné par l'acteur Oyvind Oyen.
- Le scénario du film est basé sur un reportage de Jean Marin « Pourquoi l'Allemagne n'a pas fabriqué la bombe atomique », paru dans France Illustration des 13 et 20 avril 1946[1]. C'est aussi le journaliste qui cosigne le commentaire et le lit dans le film de sa voix connue des Français car « il était devenu éditorialiste du programme Les Français parlent aux Français durant la guerre »[1].
- Lors de la sortie du film, deux des participants à l'opération ont envoyé une lettre au journal Le Monde pour dénoncer la non fidélité du film à la réalité des faits : https://www.lemonde.fr/archives/article/1948/04/28/autour-de-la-bataille-de-l-eau-lourde_1914666_1819218.html